# Белолобая совка
Белолобая совка (лат. Otus sagittatus) — вид хищных птиц из семейства совиных. Подвидов не выделяют.

## Описание
Длина представителей этого вида составляет от 25 до 28 см, а масса от 110 до 140 граммов. Верхняя часть туловища тёмно-красно-коричневая или жёлто-коричневая, на спине имеются различные пятна цветом от матово-жёлтого до белого. Нижняя  часть туловища светло-коричневая с мелкими тёмными пятнами на груди и горле. Лицевой диск красновато-коричневый, лоб белый, глаза тёмно-карие, над ними пучки удлинённых перьев (так называемые «перьевые уши»). Клюв голубовато-белый, восковица бледно-сине-зелёная. Лапы красновато-коричневые, когти белые с синеватым оттенком.

## Среда обитания и поведение
Обитает на полуострове Малакка в вечнозеленых низинных тропических лесах на высоте от 0 до 700 метров. Питается насекомыми, охотится по ночам. Зов представляет собой глуховатое, повторяющееся с некоторым интервалом уханье: «хуууу».

## Охранный статус
Виду был присвоен охранный статус «Уязвимый вид» (VU). Популяция данного вида сокращается из-за вырубки лесов. Продолжительность поколения составляет 3,6 года.